# S.N. Meyer & Co.
S.N. Meyer & Co. var et dansk verdensomspændende grossistfirma, der specialiserede sig i salg af huder og skind. Firmaet blev stiftet 23. september 1880 af Sophus Napoleon Meyer (1856-1921) og havde i sin storhedstid afdelinger i Malmø, Helsinki, Sankt Petersborg, Riga, Novgorod og New York.
I 1920 overtoges firmaet af hans nevøer Frederik C. Meyer (f. 1880) og James Meyer (1875-1950); i 1943 udtrådte sidstnævnte af firmaet, da han på grund af sin jødiske baggrund måtte flygte, og hans søn, civilingeniør Gunnar Meyer (1906-1965), blev medindehaver.
I 1903 fik virksomheden til huse på Vesterfælledvej på Vesterbro i København i et kompleks tegnet af arkitekten Thorvald Sørensen. Bygningerne blev forgæves indstillet til fredning af Det særlige Bygningssyn og nedrevet ved årsskiftet 2000-01.